# Józef Florczak (1929–2017)
Józef Florczak (ur. 2 stycznia 1929 w Osadzie, zm. 26 sierpnia 2017) – polski prawnik, sędzia, poseł na Sejm PRL II kadencji. Przewodniczący Prezydium Miejskiej Rady Narodowej w Wałbrzychu i wicewojewoda wrocławski.

## Życiorys
Uzyskał wykształcenie wyższe prawnicze. Otrzymał nominację sędziowską, pełnił funkcję prezesa Sądu Powiatowego w Wałbrzychu, a następnie Sądu Wojewódzkiego. Należał do Polskiej Zjednoczonej Partii Robotniczej. W 1957 uzyskał mandat posła na Sejm PRL II kadencji z okręgu Wałbrzych. W parlamencie pracował w Komisji Mandatowo-Regulaminowej oraz Komisji Wymiaru Sprawiedliwości. Z ramienia PZPR pełnił w latach 1963–1972 urząd Przewodniczącego Prezydium Miejskiej Rady Narodowej w Wałbrzychu, a następnie wicewojewody wrocławskiego.